# Zenjiro Takahashi
Zenjiro Takahashi (高橋善次郎?, Takahashi Zenjiro; Tokyo, 29 marzo 1912 – 4 novembre 1990) è stato un nuotatore e pallanuotista giapponese.
Ha gareggiato nei 100 metri stile libero maschile ai Giochi di Los Angeles 1932 e nel torneo di pallanuoto alle Olimpiadi di Berlino 1936.
È stato anche attivo come nuotatore competitivo ai Giochi del Campionato dell'Estremo Oriente.
Dopo essersi laureato all'università, è entrato a far parte di Chiyoda Trading e si è impegnato nel commercio estero.
Nel 1948 fondò Yachiyoda Sangyo e dimostrò la sua capacità di espandere l'attività firmando un contratto di agenzia con un'azienda svizzera di macchine utensili.
Nel 1980 è diventato il quarto presidente della Japan Machine Tool Importers Association, carica che ha ricoperto fino al 1990.